# Ni una menos
Ni una menos е масово феминистко движение от четвъртата вълна на феминизма в Латинска Америка, което започва в Аржентина и се разпространява в няколко латиноамерикански страни, които водят кампании срещу насилието над жени. Тази масова мобилизация идва като реакция на различни системни проблеми, които разпространяват насилието срещу жени. В официалния си уебсайт Ni una menos определя себе си като „колективен писък срещу мачисткото насилие“. Кампанията е инициирана от колектив от аржентински художнички, журналистки и академици и прерасва в „континентален съюз на феминистки сили“. Социалните медии са съществен фактор за разпространението на движението Ni una menos в други страни и региони. Движението редовно провежда протести срещу убийствата на жени, но също така засяга теми като ролите на половете, сексуалния тормоз, разликата в заплащането между половете, правото на аборт, правата на секс работниците и правата на трансджендър хората.
Колективът избира името си от фраза на мексиканската поетеса и активистка Сузана Чавес от 1995 г., Ni una muerta más (в превод: „Нито една мъртва повече“), в знак на протест срещу убийствата на жени в Сиудад Хуарес. Самата Чавес е убита през 2011 г., в който момент фразата се превръща в „символ на борбата“.

## Контекст за произхода на движението
Латинска Америка има забележително високи нива на фемицид (убийства на жени); най-малко 12 жени страдат от насилие, основано на пол, всеки ден. 14 от 25-те държави в света с най-висок процент на насилие, основано на пола, се намират в Латинска Америка. Основната възрастова група, която е жертва на този вид насилие, са млади жени и момичета на възраст 15 – 29 години. Насилието може да се опише като съвкупност от практики, които държат жените в подчинено положение в обществото. Действителните условия и методи за упражняване на такова насилие могат да бъдат различни. Например те могат да вклюват убийство в среда на гражданска война до шамар в иначе спокойна среда. Освен това дефинирането на жертви на фемицид е малко по-различно от жените жертви на убийство. За да бъде квалифициран случай като фемицид, полът на жертвата е основен фактор в убийството. Въпреки това истинската статистика може да е по-висока, тъй като събирането на точни данни се осъществява трудно. Този проблем създава много пречки пред институционализирането на практики, които могат да защитят жените от насилие.